# 島田成重
島田 成重（しまだ なりしげ）は、戦国時代から江戸時代初期にかけての旗本。島田重次の次男。

## 生涯
父の領していた三河国矢作城にて生まれ、父と同じく徳川家康仕えるが、若年のうちに口論から人を討って出奔した。結城秀康およびその子松平忠直に仕え御番組衆として1千石を領し寄騎を率いた。忠直が元和9年（1623年）に将軍徳川秀忠により配流処分とされた後、寛永2年（1625年）に秀忠によって再度召され、鉄炮頭となって与力10名、足軽30名を預けられ、三河国において2千石の采地を賜ったとされている。
翌寛永3年（1626年）、太政大臣に任ぜられる秀忠に従って上洛した際に京都で没した。

## 島田陣屋
三河国設楽郡中市場において2千石を拝領した際に、旧三河代官屋敷を陣屋として入った。この陣屋は明治維新に至るまでの11代にわたって、代々島田氏の陣屋として使われた。土塁や石垣跡を現在でも残しており、「島田陣屋跡」として新城市の市指定史跡に指定されている。
また、同市内の法性寺には、荒れ果て文字の解読が困難な状態となっているが、島田一族の墓が残されている。